# 福海站 (昆明市)
福海站是昆明地铁5号线的地铁车站，位于中华人民共和国云南省昆明市西山区滇池路与福景路交叉口，于2022年6月29日开通。

## 车站结构
福海站位于滇池路与福景路交叉口，沿滇池路路北设置，呈东西走向，为地下三层岛式站台车站，车站长173.4米，标准段宽22.3米，车站地下一层为行人交通层，地下二层为站厅层，地下三层为站台层，站台设置全高站台门。
| 地面              | 出入口 | A、C出入口                                                                                                  |
| 地下一层          | 站厅   | 行人交通使用                                                                                                |
| 地下二层          | 站厅   | 客服中心、自动售票机、验票机                                                                                |
| 地下三层          | 站台   | \| \| \| █ 5号线往宝丰（广福路西口） \| \| 島式 · 開左邊车门 \| \| \| \| \| \| █ 5号线往世博园（金兰路） \| |
|                   |        | █ 5号线往宝丰（广福路西口）                                                                                 |
| 島式 · 開左邊车门 |        | |
|                   |        | █ 5号线往世博园（金兰路）                                                                                   |

## 出入口
华山西路站目前开放2个出入口，各出口及周围设施如下所示：
| 编号     | 地点                 | 建议前往的目的地                                                   | 照片 |
| -------- | -------------------- | ------------------------------------------------------------------ | ---- |
| 出口 · A | 滇池路               | 滇池时代广场、金色池塘温泉大酒店、昆明金孔雀大酒店、云南圣约翰医院 |      |
| 出口 · C | 滇池路与杨家路交叉口 | 南亚风情园第壹城、金牛幼儿园、NEWMALL                              |      |

## 接驳交通

### 公交车
- 福海乡：44路，73路，89路，91路，106路，120路，203路，A1路，C8路，K15路，K25路

## 车站历史
本站工程名为怡心桥站，正式站名为福海站，以车站所处的福海街道命名。
- 2022年6月29日，车站随5号线通车开通[1]。